# Patriarchi in carica
Questa è una lista degli attuali patriarchi cristiani, nella quale sono compresi tutti i detentori dei titoli equivalenti alla dignità patriarcale.

## Patriarchi della Chiesa cattolica

### Riti orientali
| Denominazione          | Chiesa sui iuris         | Patriarca                    | Elezione |
| ---------------------- | ------------------------ | ---------------------------- | -------- |
| Alessandria dei Copti  | Cattolica copta          | Abramo Isacco Sidrak         | 2013     |
| Antiochia dei Maroniti | Maronita                 | Béchara Boutros Raï          | 2011     |
| Antiochia dei Melchiti | Cattolica greco-melchita | Youssef Absi                 | 2017     |
| Antiochia dei Siri     | Cattolica sira           | Ignace Youssif III Younan    | 2009     |
| Baghdad dei Caldei     | Caldea                   | Louis Raphaël I Sako         | 2013     |
| Cilicia degli Armeni   | Cattolica armena         | Raphaël Bedros XXI Minassian | 2021     |

### Patriarchi latini
| Denominazione          | Patriarca                                       | Elezione |
| ---------------------- | ----------------------------------------------- | -------- |
| Gerusalemme dei Latini | Pierbattista Pizzaballa                         | 2020     |
| Indie occidentali      | vacante dal 1963                                |          |
| Indie orientali        | Filipe Neri António Sebastião do Rosário Ferrão | 2004     |
| Lisbona                | Rui Manuel Sousa Valério, S.M.M.                | 2023     |
| Venezia                | Francesco Moraglia                              | 2012     |

Il titolo di patriarca d'Occidente è tradizionalmente attribuito al Papa, in quanto vescovo di Roma. Tale titolo era stato abolito nel 2006 da papa Benedetto XVI, ma è stato ripristinato da papa Francesco nel 2024.

## Patriarca della Chiesa assira d'Oriente
| Denominazione    | Sede vescovile                  | Vescovo | Elezione |
| ---------------- | ------------------------------- | ------- | -------- |
| Assira d'Oriente | Baghdad, storica Erbil, attuale | Awa III | 2021     |

## Patriarchi della Chiesa ortodossa orientale
| Denominazione della Chiesa                       | Autorità episcopale (sede) | Vescovo                                                        | Elezione |
| ------------------------------------------------ | --- | -------------------------------------------------------------- | -------- |
| Chiesa Ortodossa di Oriente                      | Patriarcato ecumenico di Costantinopoli | Bartolomeo di Costantinopoli                                   | 1991     |
| Chiesa greco-ortodossa                           | Patriarcato greco-ortodosso di Alessandria | Patriarca Teodoro II di Alessandria                            | 2004     |
| Chiesa greco-ortodossa di Antiochia              | Chiesa greco-ortodossa di Antiochia | Giovanni X (Yazigi) di Antiochia                               | 2012     |
| Chiesa Ortodossa di Gerusalemme                  | Patriarcato di Gerusalemme | Patriarca Teofilo III di Gerusalemme                           | 2005     |
| Ortodossa di tutte le russie                     | Patriarcato e Metropolia di Mosca | Patriarca Cirillo I di Mosca                                   | 2009     |
| Chiesa apostolica autocefala ortodossa georgiana | Catholicos Patriarca di tutta la Georgia | Patriarca Elia II di Georgia                                   | 1977     |
| Chiesa ortodossa serba                           | Arcivescovado di Belgrado, Peć e Sremski Karlovci                                                                                                  | Patriarca Porfirio di Serbia                                   | 2010     |
| Ortodossa rumena                                 | Metropolia di Muntenia e Dobrugia e Patriarca di Romania                                                                                           | Patriarca Daniele di Romania                                   | 2007     |
| Chiesa Ortodossa bulgara                         | Eparchia di Sofia e Patriarcato di Bulgaria | Patriarca Neofito di Bulgaria                                  | 2013     |
| Chiesa russa antico-ortodossa                    | Patriarcato di Mosca e di tutte le Russie | Patriarca Alessandro di Mosca, Novozybkov e di tutte le Russie | 2002     |
| Chiesa Ortodossa copta                           | Chiesa Ortodossa copta di Alessandria d'Egitto | Teodoro II di Alessandria                                      | 2012     |
| Chiesa Ortodossa siriaca                         | Patriarcato siro-ortodosso di Antiochia e Damasco                                                                                                  | Ignazio Aphrem II di Antiochia                                 | 2014     |
| Cattolica Ortodossa Gregoriana                   | Catholicòs di Armenia | Karekin II di Armenia                                          | 1999     |
| Ortodossa etiope                                 | Patriarcato della Chiesa Ortodossa Etiope | Abune Mathias di Etiopia                                       | 2013     |
| Chiesa Ortodossa eritrea                         | Patriarcato di Eritrea | Abune Dioskoros di Eritrea                                     | 2004     |
| Chiesa Cristiana siriaca giacobita               | Patriarcato di Antiochia (Puthencuriz, nel Kerala)                                                                                                 | Catholicòs Baselios Thomas I                                   | 2002     |
| Chiesa Ortodossa siriaca del Malankara           | Catholicòs di Oriente e Metropolita Malankarese (Kottayam, nel Kerala)                                                                             | Catholicòs Baselios Paulose II                                 | 2010     |
| Chiesa Apostolica armena                         | Patriarcato armeno di Gerusalemme (Monastero di San Giacomo)                                                                                       | Patriarca Manougian di Gerusalemme                             | 2013     |
| Chiesa Apostolica armena                         | Catolicosato della Grande Casa di Cilicia (Antilyas in Libano, sede attuale; Sis in Cilicia, sede storica)                                         | Catholicòs Aram I                                              | 1995     |
| Chiesa Apostolica armena                         | Patriarcato armeno di Costantinopoli (Chiesa Patriarcale della Santa Madre di Dio, presso il quartiere di Kumkapı, nella parte antica di Istanbul) | Sahak II Mashalian di Costantinopoli                           | 2019     |

Tutte le Chiese ortodosse orientali sono in piena comunione con tutti i Patriarchi, ad eccezione di:
- Il Patriarca siro-ortodossa di Antiochia e Catholicos di India, capo della Chiesa cristiana siriaca giacobita in India (parte della Chiesa ortodossa siriaca di Antiochia), non sono in comunione con il Catholicos d'Oriente e della Chiesa Autocefala indiana ortodossa.
- il Catholicos d'Oriente, il capo della Chiesa ortodossa siriaca del Malankara, è in conflitto con il Catholicos di India, ovvero il capo della Chiesa cristiana siriaca giacobita in India.

Il capo della Chiesa ortodossa indiana rivendica il titolo di Catholicos d'Oriente che in origine era il titolo dei Patriarchi della Chiesa d'Oriente. Il capo della Chiesa ortodossa indiano si era nominato Mafriano della Chiesa ortodossa siriaca nel 1912, ma non è stato riconosciuto.